# دیکتاتوری
دیکتاتوری (به انگلیسی: Dictatorship) یا استبداد شکلی از حکومت است که در آن قدرت بدون رضایت یا مشارکت مؤثر افرادِ تحت حاکمیت اعمال می‌شود. استبداد نقطه‌ی مقابل مردم‌سالاری قرار می‌گیرد که در آن قدرت از مردم سرچشمه می‌گیرد.از ویژگی‌های کلیدی حکومت استبدادی می‌توان به الف)عدم پاسخگویی حاکمان به مردم، ب)نبود نهادهای انتخابی آزاد یا محدودیت شدید در رقابت سیاسی، و پ)استفاده از زور یا سرکوب برای حفظ قدرت اشاره کرد. مستبد می‌تواند شخص یا گروه باشد. در استبداد، قدرت ممکن است نه‌تنها از زور، بلکه از ایدئولوژی، سنت، یا حتی مشروعیت ظاهری—مثلاً انتخابات نمایشی—ناشی شود.
دیکتاتوری یعنی استبداد لیکن در فرهنگ سیاسی به استبداد پس‌از دوران سلطنت مطلقه (استبداد درون نظام جمهوری یا مشروطه) دیکتاتوری گفتند؛ متضاد دموکراسی.

## تاریخچه استبداد
مقام مستبد در گذشته مفهومی کاملاً متفاوت از معنای امروزی آن داشت. این مقام ابتدا توسط سنای روم در سال ۵۰۱ پیش از میلاد برای شرایط بحرانی مانند مقابله با شورش‌ها ایجاد شد. در آن دوره، روم تحت اداره دو کُنسول قرار داشت، اما سنا تشخیص داد در مواقع خاص لازم است اختیارات تصمیم‌گیری در دست یک نفر متمرکز شود.در برخی موارد، یکی از همین کنسول‌ها به مقام مستبد منصوب می‌شد.اما برخی افراد غیر کنسول نیز مانند لوکیوس کوینکتیوس کینکیناتوس به‌عنوان مستبد انتخاب می‌شدند.
اختیارات مستبدین رومی در دوران جمهوری بسیار گسترده بود، اما با محدودیت‌های قانونی طراحی شده بود تا از سوءاستفاده جلوگیری شود. آن‌ها بر دیگر مقامات رومی برتری کامل داشتند و در طول دوره تصدی خود، در مقابل نهادهای عادی—مانند مجلس سنا یا تریبون‌ها—پاسخگوی اقداماتشان نبودند. با این حال، دوره استبداد به‌طور معمول حداکثر شش ماه تعیین می‌شد تا از تثبیت قدرت مطلق جلوگیری شود. مستبد می‌توانست قوانین موقت تصویب کند، اما تغییر ساختار قانون اساسی جمهوری—مانند انحلال سنا یا مجلس—خارج از اختیارات معمول آن‌ها بود، مگر در موارد استثنایی مانند سِزار و سولا. تصمیمات مستبد بر تمام نهادهای روم، از جمله کنسول‌ها، اولویت داشت. مستبدین نمی‌توانستند بودجه عمومی را خارج از مصوبات سنا هزینه کنند، چرا که سنا کنترل مالی را حفظ می‌کرد. مستبدین می‌توانستند از ایتالیا خارج شوند، به‌ویژه برای فرماندهی در جنگ‌های خارجی. پس از انجام مأموریت محوله—مانند دفع تهدید نظامی—داوطلبانه کناره می‌گرفتند، حتی اگر شش ماه کامل نشده بود. با این حال، در اواخر دوران جمهوری، سولا و سزار این سنت را نقض کردند و استبداد را به ابزاری برای حکومت مادام‌العمر تبدیل نمودند. در شرایط بحران‌های شدید—مانند جنگ‌های داخلی—محدودیت‌های شش‌ماهه نادیده گرفته می‌شد.
تیتوس لارکیوس یکی از کنسول‌های نخستین جمهوری روم بود که اولین‌بار در سال ۵۰۱ پیش از میلاد به عنوان نخستین مستبد موقت منصوب شد. او که یک پاتریسی محسوب می‌شد، انتصابش عمدتاً برای مقابله با تهدیدات نظامی خارجی از جمله حملات قبایل همسایه بود.
تا سال ۲۰۲ پیش از میلاد، مستبدین به صورت موردی و موقت انتخاب می‌شدند.اما حدود صد سال بعد، لوکیوس کورنلیوس سولا با اختیارات نامحدود و بدون رعایت محدودیت‌های مستبدین پیشین به قدرت رسید.او طی دو سال حکومت خود هزاران شهروند رومی از جمله شمار زیادی از مخالفان سیاسی را اعدام کرد.سولا همچنین با مصادره اموال به ثروت‌اندوزی پرداخت.حدود ۳۵ سال پس از مرگ سولا، جولیوس سزار با پیروزی در جنگ داخلی، از طرف سنای روم، به عنوان «مستبد ابدی» انتخاب شد.با ترور سزار در سال ۴۴ پیش از میلاد به دلیل سوء استفاده گسترده از قدرت، مقام مستبد مُلغی شد.
در دوران معاصر نیز مستبدین عموماً در شرایط بحرانی به قدرت می‌رسند.بسیاری از مورخان ناپلئون بُناپارت را نخستین مستبد امروزی می‌دانند.ناپلئون در جریان انقلاب فرانسه—دوره‌ای سرشار از دگرگونی‌های عمیق اجتماعی و سیاسی—در مقام ژنرال فعالیت می‌کرد.در فاصله سال‌های ۱۷۸۹ تا ۱۸۰۴، فرانسه از پادشاهی به جمهوری و سپس به امپراتوری تبدیل شد. در میانه اعدام‌ها، کودتاها و ناآرامی‌ها، ناپلئون به عنوان کنسول در دولت موقت منصوب گردید.
محبوبیت ناپلئون به عنوان فرمانده‌ای شکست‌ناپذیر روز به روز افزایش می‌یافت.او موفق شد بودجه کشور را متعادل کند، ساختار دولت را اصلاح نماید و قانون مدنی را تدوین کند که تا امروز پایه نظام حقوقی فرانسه باقی مانده است.ناپلئون به تدریج دو شورای سالاران و ۵۰۰ نفره را منحل کرد و به اصلاحات قانون اساسی ادامه داد.خود را کنسول مادام‌العمر نامید و سرانجام در سال ۱۸۰۴ عنوان امپراتور را اختیار کرد.در این مدت، او به گسترش جنگ‌های خود در سراسر اروپا ادامه داد.
ناپلئون کنترل تمامی جنبه‌های حکومت را در دست داشت و شبکه وسیعی از جاسوسان را به خدمت گرفته بود.او همچنین نظارت کامل بر مطبوعات اعمال می‌کرد و دستگاه تبلیغاتی خود را به دقت هدایت می‌نمود.اما پایه‌های حکومتش پس از شکست در حمله به روسیه سست شد.ائتلافی از نیروهای اروپایی شامل بریتانیا، پروس، اسپانیا و پرتغال، فرانسه را محاصره کردند.با شورش ژنرال‌های ارتش فرانسه، ناپلئون ناچار به کناره‌گیری از قدرت شد و پس از بازگشتی کوتاه‌مدت، در سال ۱۸۱۵ برای همیشه تبعید گردید.
از مستبدان عهد باستان تا حکمرانان خودکامه دوران معاصر، ویژگی‌های مشترک بسیاری قابل مشاهده است.بسیاری از حکومت‌های جهان اسلام، استبدادی، تمامی‌خواه، یکّه‌سالار و خودکامه‌اند.

## مشابهات و جستارهای وابسته
- خودکامگی
- تک‌سالاری
- یکه‌سالاری
- تمامیت‌خواهی
- ولایت مطلقه فقیه
- قطبیدگی (سیاست)
- خفقان
- سرکوب
- دیکتاتوری پرولتاریا با فرض نوع مثبت دیکتاتوری طبقه‌کارگر منجر به عدالت اجتماعی (نابودی شکاف طبقاتی)

## ارجاعات
1. ↑  «استبداد» [علوم سیاسی و روابط بین‌الملل] هم‌ارزِ «دیکتاتوری» (به انگلیسی: dictatorship)؛ منبع: گروه واژه‌گزینی. دفتر چهارم. فرهنگ واژه‌های مصوب فرهنگستان. تهران: انتشارات فرهنگستان زبان و ادب فارسی. شابک ۹۶۴-۷۵۳۱-۵۹-۱ (ذیل سرواژهٔ استبداد)
2. ↑  , Plinio Correa de Oliveira, Revolution and Counter-Revolution,(York, PA: The American Society for the Defense of Tradition, Family, and Property, 1993), pp. 20-23.
3. 1 2 3 4 5 6 7 8 9 10 11 12 13 14 15 16 17 18 19 20 21 22 23  شانا فِریمَن. «How Dictators Work» [مستبدین چطور کار می‌کنند]. چیزها چطور کار می‌کنند.
4. ↑  Cochran, Judith (2018-11-05). "Democracy in the Middle East: The Educational Battle". Public Management and Administration (به انگلیسی). doi:10.5772/intechopen.77581.
5. ↑  Deconstructed (۲۰۱۹-۰۲-۱۴). «Deconstructed Podcast: The Truth About Islam and Democracy (With Anwar Ibrahim)». The Intercept (به انگلیسی). دریافت‌شده در ۲۰۲۰-۰۹-۳۰.
6. ↑  «In the Arab world, Islam means democracy and the West dictatorship». www.decolonialtranslation.com. دریافت‌شده در ۲۰۲۰-۰۹-۳۰.
7. ↑  "There is nothing inevitable about dictatorships in Muslim states | Opinion". Newsweek (به انگلیسی). 2019-01-08. Retrieved 2020-09-30.
8. ↑  "Military dictatorships in the Middle East: The real enemies of the Arab Spring - Qantara.de". Qantara.de - Dialogue with the Islamic World (به انگلیسی). Retrieved 2020-09-30.
9. ↑  "Dictators and civilizational thinking in Iran: From the Great Civilization to Islamic Civilization". Middle East Institute (به انگلیسی). Retrieved 2020-09-30.